# Dreamland (TV-serie)
Dreamland är en amerikansk komediserie från 2023 vars första säsong består av 6 avsnitt och hade premiär på Sky Showtime i april 2023. Serien är regisserad av Ellie Heydon. Gabby Best, Sarah Kendall och Emma Jane Unsworth har svarat för manus.

## Handling
Serien utspelar sig i denna lilla brittiska kustorten Margate och kretsar kring de ansträngda relationerna i en familj bestående av fyra systrar och deras mamma.

## Roller i urval
- Freema Agyeman - Trish
- Lily Allen - Mel
- Kiell Smith-Bynoe
- Gabby Best - Clare
- Aimee-Ffion Edwards - Leila
- Frances Barber
- Sheila Reid - Nan
- Samantha Bond
- Hugh Coles